# Bryan Gil
Bryan Gil Salvatierra, född 11 februari 2001 i L'Hospitalet de Llobregat i Katalonien i Spanien, är en spansk fotbollsspelare som spelar för Tottenham Hotspur. Gil är vänsterfotad och spelar som vänsterytter. Han representerar även det spanska landslaget.

## Karriär
Den 31 januari 2022 lånades Gil ut av Tottenham Hotspur till Valencia på ett låneavtal över resten av säsongen 2021/2022. Den 30 januari 2023 lånades han ut till Sevilla på ett låneavtal över resten av säsongen.